# Роял Леопардс
Футбольный клуб «Роял Леопардс» или просто Роял Леопардс (англ. Royal Leopards Football Club) — футбольный клуб из Свазиленда из городи Симуе. Один из наиболее титулованных клубов Свазиленда в начале XXI столетия.

## История
Футбольный клуб «Роял Леопардс» был образован в 1980 году в городе Симуе тогдашним комиссаром полиции при Департаменте Королевской полиции, спорта и благоустройства Свазиленда. Штаб-квартира клуба находится в городе Лобамба. Сначала команда выступала в Молодёжном чемпионате Манзини, и прошла через все футбольные лиги страны пока в 1982 году не была заявлена в Премьер-лигу.
Игроки клуба являются, в основном, сотрудниками полиции и за последние десять лет клуб выиграл много трофеев, и, таким образом, получил известность и поддержку со стороны болельщиков. На современном этапе Роял Леопардс поддерживают не только сотрудники полицейских сил и члены их семьи, но и много обычных болельщиков. По итогам сезона 2010/2011 годов клуб занял пятое место среди наиболее поддерживаемых клубов в Премьер-лиге Свазиленда.
На международном уровне клуб участвовал в 6 континентальных турнирах, где его лучшим достижением стало участие в Кубке конфедерации КАФ 2012 и 2015 годов, где он уступил во втором раунде соответственно Клоб Африкен из Туниса и Вита (Киншаса), является одной из немногих команд из Свазиленда, которые доходили до этой стадии турнира.

## Достижения
- Премьер-лига МТН:
  - Чемпион (6): 2006, 2007, 2008, 2014, 2015, 2016
  - Серебряный призёр (2): 2008/09, 2011/12
  - Бронзовый призёр (1): 2004/05

- Кубок Свазиленда:
  - Победитель (3): 2007, 2011, 2014
  - Финалист (2): 1992, 2008

- Черити Кап:
  - Победитель (3): 2006, 2013, 2015
  - Финалист (3): 2002, 2014

- Трейд Фейр Кап:
  - Победитель (1): 2004

## Статистика выступлений на континентальных турнирах
| Сезон | Турнмр                 | Раунд           | Клуб              | Дома | На выезде | Итог           |
| ----- | ---------------------- | --------------- | ----------------- | ---- | --------- | -------------- |
| 1999  | Кубок КАФ              | 1               | Нкана             | 1-6  | 2-2       | 3-8            |
| 2007  | Лига чемпионов КАФ     | Предварительный | Мамелоди Сандаунз | 0-2  | 2-4       | 2-6            |
| 2008  | Лига чемпионов КАФ     | Предварительный | Дайнамоз          | 0-1  | 0-2       | 0-3            |
| 2009  | Лига чемпионов КАФ     | Предварительный | Петру Атлетику    | 0-3  | 0-3       | 0-6            |
| 2012  | Кубок Конфедерации КАФ | Предварительный | Рэд Эрроуз        | 1-0  | 0-0       | 1-0            |
| 2012  | Кубок Конфедерации КАФ | 1               | Тшинкунку         | 1-1  | 2-1       | 3-2            |
| 2012  | Кубок Конфедерации КАФ | 2               | Клоб Африкен      | 0-1  | 2-4       | 2-5            |
| 2015  | Кубок Конфедерации КАФ | Предварительный | Бидвест Витс      | 3-0  | 0-3       | 3-3 (7-6 пен.) |
| 2015  | Кубок Конфедерации КАФ | 1               | Петру Атлетику    | 2-2  | 1-0       | 3-2            |
| 2015  | Кубок Конфедерации КАФ | 2               | Вита (Киншаса)    | 1-0  | 1-4       | 2-4            |